# Roger Helmer
Roger Helmer (Londra, 25 gennaio 1944) è un politico britannico del Partito per l'Indipendenza del Regno Unito.

## Biografia
Helmer ha studiato matematica al Churchill College, Università di Cambridge. È stato membro del Partito Conservatore fino a marzo 2012 ed è passato al Partito per l'Indipendenza del Regno Unito (UKIP) all'inizio di marzo 2012. Helmer è stato membro del Parlamento europeo per il Partito Conservatore dal 1999 e per l'UKIP. In quanto euroscettico ha scritto tre libri.

## Europarlamentare
Helmer è stato membro del gruppo dell'Europa della Libertà e della Democrazia al Parlamento europeo.
Ha fatto parte della commissione per l'occupazione e gli affari sociali, della commissione per le petizioni e della delegazione per le relazioni con la penisola coreana. In qualità di deputato, Helmer è stato nella commissione per l'industria, la ricerca e l'energia e nella delegazione per le relazioni con i paesi del sud-est asiatico e l'Associazione delle nazioni del sud-est asiatico.
In un discorso del 2015 ha espresso posizioni assimilabili alla negazione del riscaldamento globale.